# Geloo
Geloo (Limburgs: Geloeë) is een buurtschap en wijk van Belfeld (stadsdeel van Venlo) in de Nederlandse provincie Limburg. De wijk van 9,7 km² heeft 105 inwoners in 2023 (bron: CBS).

## Geschiedenis
In de 16e of 17e werd bij Geloo de Loherschans opgericht ter bescherming tegen vijandelijkheden.
Oorspronkelijk is de naam waarschijnlijk ontstaan uit een gebied dat Ghen Loee werd genoemd. Geloo had vele jaren meer inwoners dan de kern van Belfeld, vanwege de vele boeren. Geloo telde ook veel meer boerderijen, namelijk 30. Nadat er steeds meer arbeiders kwamen na 1900, verloor Geloo het overwicht. De meeste arbeiders vestigden zich in Belfeld.
Na de Tweede Wereldoorlog stond de gemeente Belfeld vooral in het teken van snel herstel. De nieuwe Sint-Urbanuskerk werd tussen de oude dorpskern van Belfeld en Geloo gebouwd, want men ging ervan uit dat Belfeld en Geloo aan elkaar zouden vastgroeien. Dit gebeurde echter niet en de kerk bevindt zich tegenwoordig in een woonwijk van Belfeld.

## Bezienswaardigheden
- Een woonhuis, aan Rijksweg Noord 33. Dit werd gebouwd in 1769 voor de koopman Willem Joosten.
- De Geloërkapel, aan de Kapelstraat, zie hieronder.

## Geloërkapel
In de 17e eeuw werd te Geloo een kapel gebouwd ter ere van Onze-Lieve-Vrouw Hulp in alle Nood. Toen, in 1863, de spoorweg werd aangelegd en het tracé over de plaats van de kapel liep, werd deze gesloopt. In 1868 kwam een nieuwe kapel gereed. Deze bevatte nog de gevelsteen van de oorspronkelijke kapel. Het 17e-eeuwse beeld werd daarin geplaatst achter een tralievenster. Ook was er een chronogram te lezen: Ik ben gestICht hIer In het VeLD, Door P.J. CruIJsen, pastoor in BeLfeLD, wat 1868 oplevert.
Deze kleine kapel werd in 1938 afgebroken en vervangen door een grotere, betreedbare kapel waarin een mis kon worden opgedragen. In 1943 echter werd de kerk door een bombardement verwoest, doch het Mariabeeld was slechts licht beschadigd. In 1946 kwam een nieuwe kapel gereed. Deze bevat negen kerkbanken.
Het gepolychromeerd houten beeld werd in 1977 gestolen, maar in 1980 teruggevonden en teruggeplaatst. Er was in 1977 al een kopie van het beeld gemaakt, dat nu in de Sint-Urbanuskerk te Belfeld staat. Veel bedevaartgangers vonden hun weg naar Geloo, onder het motto: Als leed en krankheid drukt uw hart, bidt dan de rozenkrans met smart. Ook tegenwoordig is deze devotie nog niet geheel verdwenen.

## Externe bron
- Meertens Instituut